# Mrki albatros
Mrki albatros (Phoebetria fusca), vrsta je morske ptice koja pripada porodici albatrosa (Diomedeidae). To je albatros srednje veličine koji ima čađavo-smeđu ili čađavo-crnu boju. Može se pronaći u južnom Atlantskom oceanu, južnom Indijskom oceanu i Južnom oceanu. Ova se ptica hrani lignjama, ribom i strvinama. Kao i drugi albatrosi, ove se ptice sparuju za cijeli život i vraćaju se na ista mjesta razmnožavanja svake sezone. Jedan par će se pariti svake druge godine na raznim otocima u južnom Atlantskom oceanu i otocima južnog Indijskog oceana. Ova ptica je ugrožena vrsta i poduzimaju se napori za njeno očuvanje.

## Taksonomija
Mrki albatros pripada rodu Phoebetria od kojeg postoje dvije vrste: sivi albatros (P. palpebrata, Foster, 1785) i P. fusca (Hilsenberg, 1822). Dvije su vrste otkrivene odvojeno, ali nisu svrstane u isti rod sve do 1913. godine, što je kasnije potvrđeno sekvenciranjem gena citokroma-b.
Mrki albatrosi pripadaju rodu Phoebetria, jednom od četiri roda u obitelji Diomedeidae Diomedeidae je dio reda Procellariiformes koje su morske ptice s cjevastim nosom, koji, pored albatrosa,uključuje zovoje, fulmare i burnice.

## Opis
Mrki albatros je albatros srednje veličine, duljine oko 85 cm od glave do repa, s raspon krila od 2 metra. Prosječna tjelesna masa odrasle jedinke je oko 2,5 kg, pri čemu su mužjaci teži od ženki. Boja perja varira od čađavo-smeđe do čađavo-crne boje, ovisno o jedinki, ali glava i ponekad rep obično su tamniji od ostatka tijela. Oko gotovo cijelog oka, isključujući unutarnji kut, nalazi se bijeli prsten. Na donjoj čeljusti prisutna je žuta do narančasta linija na kljunu, koja je inače jednolično sjajno crna. Mladi ili nezreli mrki albatrosi izgledaju gotovo identično nakon što izgube donje perje.

## Rasprostranjenost i stanište
Mrki albatrosi mogu se naći u južnom Atlantskom oceanu, južnom Indijskom oceanu i Južnom oceanu između Australije i Južne Amerike, iako nisu zabilježeni u južnom Tihom oceanu između Australije i Južne Amerike. Njegove sjeverne i južne granice su približno 20°J odnosno 65°J, a istočne i zapadne granice približno 160°I i 75°Z.
Ovaj albatros se gnijezdi na otocima u južnom Atlantskom oceanu (otok Gough i skupina Tristan da Cunha) i južnom Indijskom oceanu (Otoci Princa Edwarda, otok Marion, otočje Crozet, otok Amsterdam i otočje Kerguelen).
Općenito, mrki albatros može se pronaći u potrazi za hranom u dubokim oceanima. Odrasle jedinke koje se ne razmnožavaju ne izlaze često iz svojih prirodnih oceana, ali imaju širi raspon traženja hrane, dok odrasle jedinke koje se razmnožavaju traže hranu bliže svojim mjestima razmnožavanja (unutar 600 km), a mlade ptice obično su ograničene na suptropske vode.

## Ponašanje i ekologija
Mrki albatros je morska ptica koja veći dio svog života bez razmnožavanja provodi iznad oceana. Prilikom razmnožavanja vratit će se na kopno i tamo nastaviti razmnožavati se cijeli život. Ispod je detaljniji pregled prehrambenih i reproduktivnih navika mrkog albatrosa.

### Hranjenje
Mrki albatros hrani se gotovo isključivo površinskim hvatanjem, metodom koja zahtijeva malo ili nimalo uranjanja u more. Njihova prehrana sastoji se od glavonožaca (uglavnom lignji), ribe, drugih morskih ptica, rakova i strvina. Nije poznato da duboko rone, već umjesto toga traže na površini oceana već mrtvi i plutajući plijen, osobito lignje. Iako glavonošci uvijek čine najveći dio njihove prehrane, udio svakog sastojka varira ovisno o mjestu hranjenja, relativnom obilju plijena i dobu godine.

### Razmnožavanje
Mrki albatros se razmnožava dvogodišnje, što znači da se pare svake druge godine, s izuzetkom parova koji se pare i neuspješno uzgajaju pile, u kojem slučaju će pokušati ponovno sljedeće godine. To je zato što sezona parenja traje od lipnja jedne godine do svibnja sljedeće i, za razliku od drugih albatrosa, oni ne sudjeluju u zamjenskom leženju.
Tijekom sezone parenja, mrki albatrosi obično se nalaze u kolonijama do 50 parova, iako se povremeno mogu naći kako se gnijezde kao jedan par. Ove ptice, poput mnogih drugih vrsta albatrosa, stvaraju doživotna partnerstva i često se vraćaju na isto mjesto svake sezone parenja. Par koji se pari koristit će materijale pronađene oko svog mjesta gniježđenja (uključujući travu, blato i mahovinu) kako bi izgradio kratko gnijezdo sa središnjim udubljenjem. Gnijezdo se obično gradi na liticama ili na strmim padinama radi lakšeg dolaska i odlaska. Par je vrlo zaštitnički nastrojen prema svom gnijezdu i branit će ga prijetećim ponašanjem kako bi potvrdili svoj teritorij.
Parovi obično stižu u svoju koloniju ili lokaciju za parenje sredinom srpnja, gdje će položiti jaja od sredine rujna do kraja listopada. Od tada do sredine siječnja sljedeće godine inkubirat će svoje jaje približno 70 dana do izlijeganja. Roditelji će uzgajati svoje piliće otprilike tri mjeseca, naizmjence u inkubaciji i lovu, prije odlaska. Pilići ostaju na mjestu uzgoja do kraja svibnja kada su spremni za perjanje.

## Očuvanje
IUCN svrstava mrkog albatrosa kao ugroženu vrstu, a najnoviji broj odraslih vrsta je između 22.724 i 27.968 jedinki i opada. Tijekom posljednje tri generacije (oko 90 godina), došlo je do ukupnog smanjenja veličine populacije od 60%, iako se stopa u posljednje vrijeme usporava. U nastavku se raspravlja o prijetnjama ovoj populaciji i naporima za očuvanje.

### Prijetnje
Prijetnje ovoj vrsti potaknute su prirodnim i antropogenim učincima. Prirodne prijetnje uključuju grabež pilića od strane divovskih burnica i miševa na otocima, zarazne bolesti kao što je ptičja kolera i uznemiravanje područja za razmnožavanje unesenim životinjama i požarima.
Antropogene sile koje prijete mrkom albatrosu uključuju onečišćenje i ribolov parangalima. Slično gotovo svim (ako ne i svim) morskim pticama i morskim vrstama, mrki albatros je pod utjecajem onečišćenja plastikom, uljima i kemikalijama. Lov s parangalom jedna je od najvećih prijetnji albatrosima diljem svijeta, a mrki albatros nije iznimka. Ova ribarska plovila uključuju komercijalne i ilegalne inicijative, poput industrije tune i patagonijske industrije zubaca.

### Napori za očuvanje vrste
Ulažu se napori da se smanji smanjenje ove vrste. Jedan značajan primjer je upotreba ribolovnih tehnika koje su posebno osmišljene za smanjenje količine usputnog ulova morskih ptica plovila za ribolov parangala. Australija također radi na očuvanju područja razmnožavanja ovih ptica. Štoviše, mrki albatros zaštićen je na otoku Tristan da Cunha, otoku Gough u rezervatu prirode i na popisu svjetske baštine, a otok Princa Edwarda također je prirodni rezervat.
Znanstvenici predlažu da se na mjestima razmnožavanja provode česta istraživanja populacije i da se dalje ispita korelacija između područja traženja hrane i ribolova parangalima.
| Mjesto uzgoja                      | Broj parova      | Trend                                                 |
| ---------------------------------- | ---------------- | ----------------------------------------------------- |
| otok Gough                         | 2500 do 5000     | – 50% preko 28 godina                                 |
| Tristan da Cunha                   | 3,157            | Nepoznato                                             |
| Otočje Crozet                      | 2.080 do 2.200   | −58% između 1980. i 1995. (samo Île de la Possession) |
| Otoci Princa Edwarda i otok Marion | 3,150            | −25% između 1990. i 1998. (samo otok Marion)          |
| Otočje Kerguelen                   | <5               | Nepoznato                                             |
| Amsterdam                          | 470              | Nepoznato                                             |
| Ukupno                             | 11.362 do 13.984 | −75% preko 90 godina                                  |

## Reference
- Agreement on the Conservation of Albatrosses and Petrels. 2010. ACAP Species assessments: Sooty Albatross Phoebetria fusca. Downloaded from http://www.acap.aq.
- BirdLife International. 2008a. Sooty Albatross – BirdLife Species Factsheet. Data Zone. Pristupljeno 12. ožujka 2009.
- BirdLife International. 2008b. The BirdLife checklist of the birds of the world, with conservation status and taxonomic sources (xls). Pristupljeno 12. ožujka 2009.
- Brands, Sheila. 14. kolovoza 2008. Systema Naturae 2000 / Classification – Genus Phoebetria –. Project: The Taxonomicon. Pristupljeno 22. veljače 2009. |url-status=dead zahtijeva |archive-url= (pomoć)
- Brooke, M. 2004. Procellariidae. Albatrosses And Petrels Across The World. Oxford University Press. Oxford, UK. ISBN 0-19-850125-0
- Clements, James. 2007. The Clements Checklist of the Birds of the World. 6th izdanje. Cornell University Press. Ithaca, NY. ISBN 978-0-8014-4501-9
- Double, M. C. 2003. Procellariiformes (Tubenosed Seabirds).   Hutchins, Michael; Jackson, Jerome A.; Bock, Walter J.; Olendorf, Donna (ur.). Grzimek's Animal Life Encyclopedia. 8 Birds I Tinamous and Ratites to Hoatzins. Joseph E. Trumpey, Chief Scientific Illustrator. 2nd izdanje. Gale Group. Farmington Hills, MI. str. 107–111. ISBN 0-7876-5784-0
- Ehrlich, Paul R.; Dobkin, David, S.; Wheye, Darryl. 1988. The Birders Handbook. First izdanje. Simon & Schuster. New York, NY. str. 29–31. ISBN 0-671-65989-8
- Klages, N. T. W. (1995). The diets and dietary segregation of sooty albatrosses (phoebetria spp.) at subantarctic Marion Island. Antarctic Science, 7(1), 15–23. https://doi.org/10.1017/s0954102095000046
- Trewby, Mary. 2002. Antarctica: an encyclopedia from Abbot Ice Shelf to zooplankton. Firefly Books Ltd.. Auckland, New Zealand. str. 170. ISBN 1-55297-590-8